# Læderstræde
Læderstræde er en gade i det indre København.
Læderstræde som ligger bag Gammel Strand var oprindelig en havnegade og omfattede også dagens Kompagnistræde. Strædet omtales 1397 som Laadbrostrede, navnet henviser til Ladbroen, der var den vigtigste del af Københavns ældste havn. I 1416 forekommer betegnelsen Lathbrostrede, senere i 1400-tallet optræder der forskellige forvanskninger af navnet; Lædherstrædet (1423), Lædærstredhet (1461) og Lederstredet (1475). I 1600-tallet blev formerne Læderstræde og Læderstrede efterhånden herskende.

## Bergs Hus
Bergs Hus i Læderstræde var under 1747 den første af de såkaldte interimscener, dvs. midlertidige spillesteder, før Komediehuset på Kongens Nytorv blev klart 1748, da teaterdrift igen blev mulig efter Christian VIs død og pietismens fald. Fra 1742 havde restauratør Christian Berg overtaget huset og lavet det om til et værtshus med et blakket ry.
Huset var oprindelig Mosaisk Trossamfunds synagoge, og rummede derfor en sal, som var anvendelig til teaterformål. Den anden synagoge fra 1764 lå også i Læderstræde, men den blevet ødelagt under Københavns brand 1795.